# Авиагоризонт
Авиагоризо́нт — бортовой гироскопический прибор, используемый в авиации для определения и индикации продольного и поперечного углов наклона летательного аппарата (тангажа и крена), то есть углов ориентации относительно истинной вертикали. Прибор используется лётчиком для управления и стабилизации летательного аппарата в воздухе.
Это устройство имеет важнейшее значение при полётах по правилам полёта по приборам (ППП), однако мало используется при полётах, проводимых согласно правилам визуальных полётов (ПВП), кроме чрезвычайных случаев, когда пилот теряет пространственную ориентацию.

## Классификация
Различают автономные и дистанционные авиагоризонты.

### Автономный авиагоризонт
В автономном авиагоризонте измерительный прибор и индикатор выполнены единым агрегатом. К нему подводится только питание, которое может быть электрическим или пневматическим. Существуют зарубежные авиагоризонты, оборудованные аккумуляторной батареей. Автономный авиагоризонт, имеющий механическую связь между гироскопическим датчиком и системой индикации, способен сохранять работоспособность при потере питания в течение времени выбега ротора гиромотора (около 3 минут).

### Дистанционный авиагоризонт
Понятие «дистанционный авиагоризонт» относится в основном к электромеханическим авиагоризонтам, в которых измерительный прибор и индикатор выполнены в виде отдельных агрегатов, и не распространяется на современные[когда?] навигационные комплексы, построенные на основе командно-пилотажных индикаторов и бесплатформенных инерциальных навигационных систем.
Измерительным прибором в дистанционных авиагоризонтах является гировертикаль (типа ЦГВ — центральная гировертикаль, МГВ — малогабаритная гировертикаль и др.), а в качестве индикатора служит так называемый указатель горизонта, зачастую представляющий собой сложный индикатор, показывающий массу параметров и выполняющий несколько функций — пилотажно-командный прибор (ПКП, также КПП). Применение дистанционного авиагоризонта позволяет расположить гировертикаль максимально близко к центру тяжести летательного аппарата, что позволяет уменьшить погрешности прибора.

## Типы индикации авиагоризонтов
- вид с воздушного судна (ВсВС) или прямая индикация,
- комбинированный  или смешанный тип индикации (кАГ),
- вид с земли на воздушное судно (ВсЗ) или обратная индикация,

### Вид с воздушного судна (ВсВС, прямая индикация)
Наиболее распространена система индикации, в которой ориентация самолёта задаётся фоновым изображением, которое поворачивается по тангажу и по крену. Фоновое изображение представляет собой линию, находящуюся на границе двух областей разного цвета (обычно коричневого и голубого или светло-серого и чёрного у устаревших). Эта линия является линией искусственного горизонта. Перед фоновым изображением располагается упрощённый силуэт самолёта, который закрепляется неподвижно относительно прибора или имеет ограниченную регулировку по тангажу. Текущий угол крена считывается лётчиком со шкалы, нанесённой по окружности лицевой панели прибора, с маркером сверху (в советских приборах — снизу). Угол тангажа определяется пересечением центра силуэта самолёта со шкалой на подвижном фоне (картушке). Каждая линия шкалы соответствует 5° или 10° тангажа.
Авиагоризонты с такой индикацией используются в основном на маломанёвренных самолётах и вертолётах.

### Комбинированный (смешанный) тип индикации (кАГ)
В авиагоризонтах типа кАГ угол тангажа отображается по типу ВсВС, а угол крена показывается вращением силуэта самолёта так, как будто данный самолёт наблюдают с земли сзади, т.е. по типу вид с земли ВсЗ.  Подвижный экран со шкалой тангажа в этих приборах имеет лишь одну степень свободы и может перемещаться только вверх или вниз. Угол же крена определяется по шкале, расположенной по окружности корпуса, относительно подвижного силуэта самолёта.
Такой вид индикации был реализован во многих советских авиагоризонтах.

### Вид с земли на воздушное судно (ВсЗ, обратная индикация)
В авиагоризонте типа ВсЗ реализуется индикация типа ВсЗ и по тангажу, и по крену. Индикатором тангажа является стрелка с видом силуэта самолёта с боку с отсчётом угла тангажа по специальной шкале против носика силуэта самолёта. Индикатором крена является силуэт самолёта с видом сзади и с отсчётом угла крена по специальной шкале против крыла самолёта. Такой вид индикации позволяет простоту и ясность восприятия, быстроту и высокую точность отсчёта, и главное с точки зрения безопасности безошибочность первых действий пилота в особых случаях полёта.

## Технические ограничения
По кинематическому ограничению различают «выбиваемые» и «невыбиваемые» авиагоризонты. «Выбивание» авиагоризонта происходит при совпадении осей вращения ротора гироскопа и одной из рам карданного подвеса (при достижении угла тангажа ±90°), при этом гироскоп теряет одну степень свободы и соответственно своё свойство сохранять ориентацию в пространстве. Для предотвращения этого в конструкцию авиагоризонтов вводится механическое ограничение угла перемещения рамки гироскопа по тангажу. Более совершенными способами обеспечения «невыбиваемости» является использование в качестве измерительного прибора гиростабилизированной платформы (см. Гировертикаль) или инерциальной навигационной системы.
Все существующие системы измерения пространственного положения имеют ограничение по максимальной угловой скорости.

## Характеристики советских/российских авиагоризонтов
|                                      | АГК-47                                            | АГИ-1                                              | АГБ-2         | АГБ-3                      | АГБ-96            | АГБ-98      | АГД-1                                    | АГР-144                      | АГР-29          | АГР-81   | АГР-72        | АГР-74                                                    |
| ------------------------------------ | ------------------------------------------------- | -------------------------------------------------- | ------------- | -------------------------- | ----------------- | ----------- | ---------------------------------------- | ---------------------------- | --------------- | -------- | ------------- | --------------------------------------------------------- |
| Вид индикации                        | кАГ                                               | ВсВС                                               | ВсВС          | кАГ                        | ВсВС              | ВсВС        | кАГ                                      | ВсВС                         | кАГ             | кАГ      | ВсВС          | ВсВС                                                      |
| Тип по месту установки датчика       | автоном.                                          | автоном.                                           | автоном.      | автоном.                   | автоном.          | автоном.    | дистанц.                                 | автоном.                     | автоном.        | автоном. | автоном.      | автоном.                                                  |
| Диапазон индикации по крену, град.   | ±95                                               | ±180                                               | ±80           | ±180                       | ±180              | ±180        | ±180                                     | ±180                         | ±180            | ±180     | ±180          | ±180                                                      |
| Рабочие углы тангажа, град.          | ±85                                               | ±90                                                | ±60           | ±80                        | ±85               | ±85         | ±90                                      | ±90                          | ±90             | ±90      | ±85           | ±85                                                       |
| Время готовности, мин                | 3                                                 | 3                                                  | 3             | 1.5                        | 2                 | 2           | 2                                        | 2                            | 2               |          | 3             | 3                                                         |
| Погрешность показаний крен, град.    | 1                                                 | 1                                                  | 1             | 1 (на углах до 30 град)    | 1,5               | 1,5         | 0,25                                     | 1,5 (на углах до 30 град)    | 1,5             |          | 1,5           | 1,5                                                       |
| Погрешность показаний тангажа, град. | 1                                                 | 1                                                  | 1             | 2 (на углах более 30 град) | 1,5               | 1,5         | 0,2                                      | 2,5 (на углах более 30 град) | 1,5             |          | 1,5           | 1,5                                                       |
| Габаритные размеры, мм               | н.д.                                              | 120 x120 x170                                      | н.д.          | 119,5 х119,5 х234          | 105 х105 х250     | 85 х85 х250 | 110 x110 x195                            | н.д.                         | 105 х105 х250   |          |               |                                                           |
| Вес, кг                              | 2,2                                               | 2,6                                                | 2             | 4,2                        | 2,5               | 2,5         | 7 гиродатчик, 2,6 индикатор              | 4,5                          | 3,5             |          | 2,5           | 2,5                                                       |
| Объекты применения                   | Ан-2, Ли-2, Ил-14, Ка-26, Ми-2, Ми-4, Ми-6, Ми-10 | Як-18А, МиГ-15, МиГ-17, МиГ-19, Су-7, Як-52, Ан-28 | Ту-104, Ан-10 | Як-40, Ил-62, Ми-8         | Ту-204/214, Ил-96 | Ка-226      | Як-18Т, Л-29, Л-39, Ан-12, Ан-24, Ту-134 | Ту-144                       | Як-52М, Як-152, | Ка-50    | Ту-154, Ил-86 | Ан-28, Ан-38, Ан-72, Ан-74, Ан-124, Ту-154М, Ми-34, Ка-32 |